# Polycelis coronata
Polycelis coronata is een platworm (Platyhelminthes). De worm is tweeslachtig. De soort leeft in of nabij zoet water.
De platworm behoort tot de familie Planariidae. De wetenschappelijke naam van de soort werd, als Phagocata coronata, voor het eerst geldig gepubliceerd in 1891 door Charles Girard. In 1918 werd ze door Stringer in het geslacht Polycelis geplaatst.